# Cenas da Vida de uma Actriz
Cenas da Vida de uma Actriz foi uma série de televisão portuguesa exibida em duas temporadas pela RTP1. Original de Costa Ferreira, com realização de Herlânder Peyroteo, foi protagonizada por Eunice Muñoz, a actriz que deu nome à série transmitida entre 1962 e 1965.

## Sinopse
Esta série conta a história de Gabriela Vilar (Eunice Muñoz), a vida de uma actriz.

## Elenco
- Eunice Muñoz - Gabriela Vilar
- Júlia Muñoz - Natividade
- Luís de Campos - Secretário Teatral
- Costa Ferreira - Empresário Teatral
- Luís Filipe - Actor
- Alina Vaz - Actriz
- Henriqueta Maia - Rapariga
- Adelina Campos - Senhora
- Carlos Fernando - Zeca
- Jaime Santos - Empresário Teatral
- Josefina Silva - Mariana
- Marina Zeiger - Sobrinha de Gabriela
- Morais e Castro - José Silva